# دليكلي داش (أرشق)
دلیکلي داش (بالفارسية: دلیکلی داش) هي منطقة سكنية تقع في إيران في قسم أرشق الشرقي الريفي. يقدر عدد سكانها بـ 19 نسمة بحسب إحصاء 2016.